# کوه سناسره
سناسره (به کوردی .)، نام یک کوه در محدوده‌ی شهرستان مریوان در استان کردستان است، این کوه ۲۸۸۴ متر ارتفاع دارد. کوه سناسره در ۴۲ کیلومتری شمال شرقی شهر مریوان و در روستای گلچیدر قرار دارد.